# Distrito electoral 1 (condado de Pawnee, Nebraska)
El distrito electoral 1 (en inglés: Precinct 1) es un distrito electoral ubicado en el condado de Pawnee en el estado estadounidense de Nebraska. En el Censo de 2010 tenía una población de 412 habitantes.

## Demografía
Según el censo de 2010, había 412 personas residiendo en el distrito electoral 1. De los 412 habitantes, el distrito electoral 1 estaba compuesto por el 97.82% blancos, el 0.49% eran afroamericanos, el 0.24% eran asiáticos y el 1.46% pertenecían a dos o más razas. Del total de la población el 1.7% eran hispanos o latinos de cualquier raza.